# (8275) Inca
(8275) Inca (1990 VR8) – planetoida z pasa głównego asteroid okrążająca Słońce w ciągu 3,15 lat w średniej odległości 2,15 au. Odkryta 11 listopada 1990 roku.